# Gaius Caninius
Gaius Caninius war ein römischer Maler des 1. Jahrhunderts v. Chr. oder 1. Jahrhunderts n. Chr.
Er ist nur bekannt von einer Grabinschrift, die in Casinum in der Region Latium gefunden wurde und zwischen 20 v. Chr. und 100 n. Chr. datiert wird. Die Inschrift lautet:
C[aius] Caninius
C[ai] l[ibertus] Philogenes
colorator
et Rubriae
L[uci] l[ibertae] Antiochini
in front[e] p[edes] XIIII
in agrum p[edes] X